# Rubín (La Estrada)

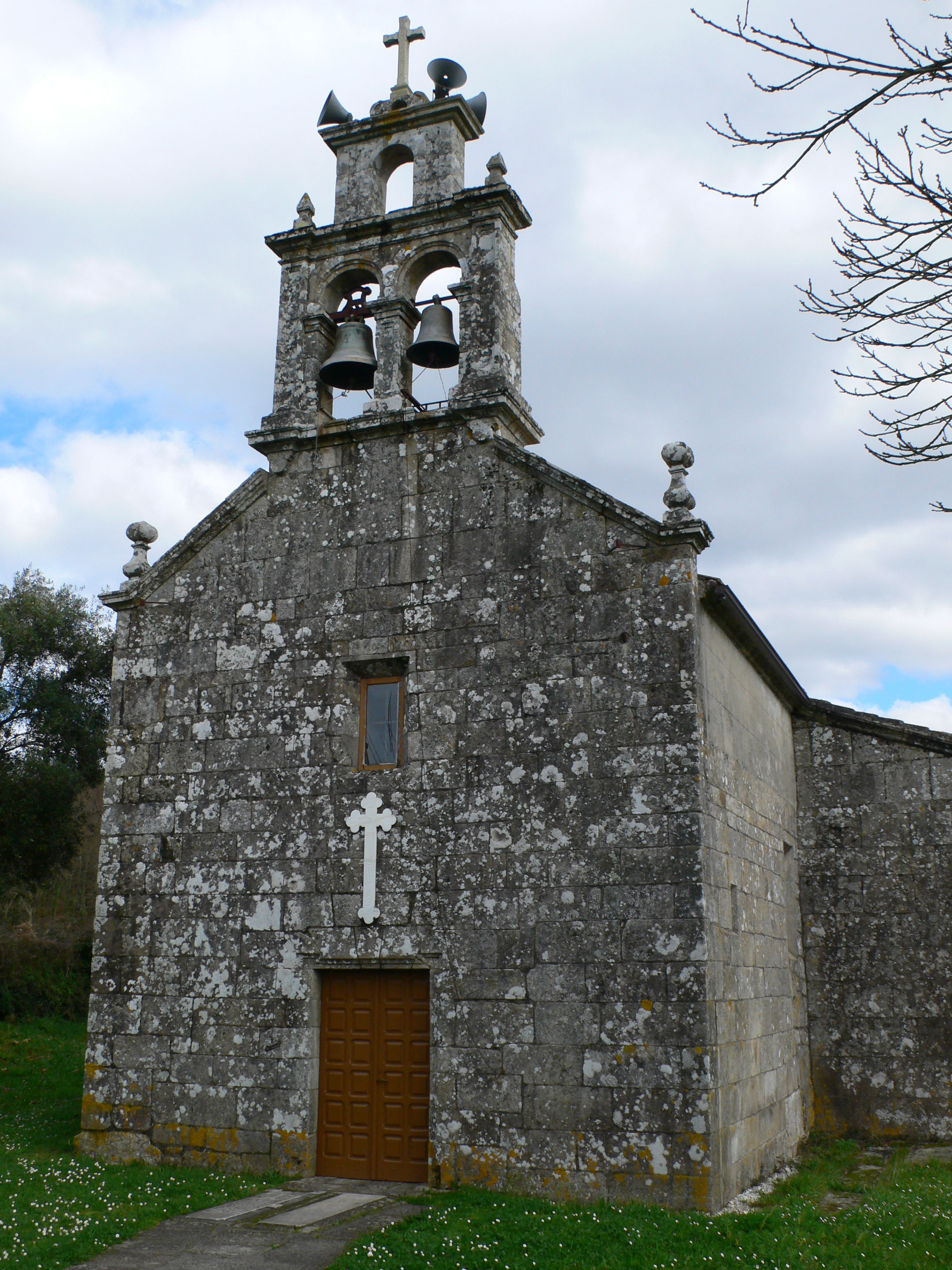
Iglesia parroquial.

Rubín es una parroquia del este del ayuntamiento de La Estrada, en la provincia gallega de Pontevedra (España).
Limita con las parroquias de Callobre, Cereijo, Lamas, Curantes y Santo Tomás de Ancorados.
En 1842 tenía una población de hecho de 317 personas. En los veinte años que van de 1986 a 2006 la población pasó de 616 a 437 personas, lo cual significó una pérdida del 29,06%.